# Shōshimin Series
Shōshimin Series (jap. 〈小市民〉シリーズ Shōshimin shirīzu) – seria powieści autorstwa Honobu Yonezawy, publikowana nakładem wydawnictwa Tokyo Sōgensha od grudnia 2004.
Na podstawie dwóch pierwszych tomów powstały dwie serie mangi oraz serial anime wyprodukowany przez studio Lapin Track, który był emitowany od lipca do września 2024. Drugi sezon emitowano od kwietnia do czerwca 2025.

## Bohaterowie
- Jōgorō Kobato (jap. 小鳩常悟朗 Kobato Jōgorō)

Seiyū: Shūichirō Umeda 
- Yuki Osanai (jap. 小佐内ゆき Osanai Yuki)

Seiyū: Hina Yōmiya 
- Kengo Dōjima (jap. 堂島健吾 Dōjima Kengo)

Seiyū: Makoto Furukawa 

## Powieść
| Nr | Data wydania (język japoński) | ISBN (język japoński)  |
| -- | ----------------------------- | ---------------------- |
| 1  | 24 grudnia 2004               | ISBN 978-4-488-45101-1 |
| 2  | 14 kwietnia 2006              | ISBN 978-4-488-45102-8 |
| 3  | 27 lutego 2009                | ISBN 978-4-488-45105-9 |
| 4  | 13 marca 2009                 | ISBN 978-4-488-45106-6 |
| 5  | 31 stycznia 2020              | ISBN 978-4-488-45111-0 |
| 6  | 26 kwietnia 2024              | ISBN 978-4-488-45112-7 |

## Manga
Na podstawie pierwszej powieści Shunki gentei ichigo Tart jiken Anko Manjūya narysowała mangę, która była wydawana w magazynie „Gekkan GFantasy” wydawnictwa Square Enix od 18 kwietnia 2007 do 18 grudnia 2008. Całość została zebrana w dwóch tankōbonach.
| Nr | Data wydania (język japoński) | ISBN (język japoński)  |
| -- | ----------------------------- | ---------------------- |
| 1  | 27 lutego 2008                | ISBN 978-4-7575-2230-5 |
| 2  | 27 lutego 2009                | ISBN 978-4-7575-2487-3 |

Adaptacja drugiej powieści Kaki gentei Tropical Parfait jiken ukazywała się w tym samym magazynie od 18 lutego 2010 do 18 stycznia 2011 i również została  zebrana w dwóch tomach. Za ilustrację odpowiadała OmiOmi, a za kompozycję serii Fua Yamasaki.
| Nr | Data wydania (język japoński) | ISBN (język japoński)  |
| -- | ----------------------------- | ---------------------- |
| 1  | 27 sierpnia 2010              | ISBN 978-4-7575-2983-0 |
| 2  | 26 lutego 2011                | ISBN 978-4-7575-3152-9 |

## Anime
12 stycznia 2024 zapowiedziano telewizyjny serial anime na podstawie dwóch pierwszych tomów powieści. Seria została wyprodukowana przez studio Lapin Track i wyreżyserowana przez Mamoru Kanbe. Scenariusz napisał Toshiya Ono, postacie zaprojektował Atsushi Saitō, a muzykę skomponował Takahiro Obata. Anime było emitowane od 7 lipca do 15 września 2024 w bloku NUMAnimation stacji TV Asahi. Prawa do streamingu serii nabył Crunchyroll.
Po ostatnim odcinku pierwszego sezonu zapowiedziano drugi sezon. Jego emisja rozpoczęła się 6 kwietnia i zakończyła 22 czerwca 2025, licząc 12 odcinków.

### Ścieżka dźwiękowa
| Nr             | Tytuł                    | Wykonawca   | Źródło   |
| Czołówka       | Czołówka                 | Czołówka    | Czołówka |
| -------------- | ------------------------ | ----------- | -------- |
| 1              | „Sweet Memory”           | Eve         | [ 17 ]   |
| 2              | „Kaseijin” (jap. 火星人) | Yorushika   | [ 20 ]   |
| Napisy końcowe |                          |             |          |
| 1              | „Itokenai”               | ammo        | [ 17 ]   |
| 2              | „SugaRiddle”             | Nagi Yanagi | [ 20 ]   |